# Li Jiaman
Li Jiaman (18 de agosto de 1997) é uma arqueira profissional chinesa.

## Carreira
Em 3 de setembro de 2013, na final da equipe feminina do evento de arco e flecha nos 12º Jogos Nacionais de 2013, Li Jiaman, Zhu Yuwei e Zhao Ling ganharam a medalha de prata. Em 24 de agosto de 2014, na final de arco e flecha por equipes mistas dos Jogos Olímpicos da Juventude de Nanquim de 2014, Li Jiaman e Moreno ganharam a medalha de ouro. Em junho de 2023, na Copa do Mundo de Tiro com Arco em Medellín, Colômbia, a equipe feminina chinesa composta por Li Jiaman, Yang Xiaolei, Wu Jiaxin e Xu Zhiyun conquistou o segundo lugar na equipe feminina de arco recurvo.
Nos Jogos Olímpicos de Verão de 2024, ela conquistou a medalha de prata por equipe com An Qixuan e Yang Xiaolei.